# 瑪麗亞·荷塞 (布拉干薩)
瑪麗亞·荷塞（葡萄牙語：Maria José de Bragança，1857年3月19日—1943年3月11日），被廢黜的葡萄牙國王米格爾一世的第三女。

## 家庭
1874年，瑪麗亞·荷塞與巴伐利亞的卡爾·特奧多爾公爵結婚，兩人共有2子3女：
- 索菲·阿德海德（英语：Duchess Sophie Adelheid in Bavaria）（1875年—1957年），多林-耶滕巴赫伯爵夫人
- 伊莉莎白（1876年—1965年），比利時王后
- 瑪麗·加布里埃爾（英语：Duchess Marie Gabrielle in Bavaria）（1878年—1912年），巴伐利亞王儲妃
- 路德維希·威廉（1884年—1968年），巴伐利亞的公爵（英语：Duke in Bavaria）
- 法蘭茲·約瑟夫（英语：Duke Franz Joseph in Bavaria）（1888年—1912年），巴伐利亞的公爵（英语：Duke in Bavaria）